# Дідик Інна Станіславівна
Дідик Інна Станіславівна (уродж. Снарська; нар. 7 березня 1965, Полоцьк, Білоруська РСР) — українська письменниця, журналістка.

## Біографія
Закінчила Полоцьку СШ № 3 (1982). Ще школяркою часто друкувалася в полоцькій районній газеті «Сцяг комунізму», була її позаштатним кореспондентом. Відвідувала Новополоцьке літературне об'єднання «Крыніцы» (1986-1987), яке на той час очолював відомий білоруський письменник Володимир Арлов, творчо спілкувалася з такими неординарними особистостями, як Сяржук Сокалау-Воюш, В. Аксак, Л. Борщевський, Я. Лапатка, Ірина Жерносєк, художники Сергій та Рита Тимохови.
Новополоцький політехнічний інститут, будівельний факультет (1987) та Полтавський державний педагогічний університет імені В. Г. Короленка, філологічний факультет (2003).
Мешкає в Полтаві.
Працювала редактором телебачення ОДТРК «Лтава».
Автор та режисер близько 300 телевізійних передач та документальних фільмів.
1994 р. член Спілки Білоруських письменників.
1998 р. член Національної спілки журналістів України.
2006 р. член Національної спілки письменників України.
Учасниця та лауреат всеукраїнських та міжнародних фестивалів телерадіопрограм «Калинові мости», «Мій рідний край», «Перемогли разом».

## Творчий доробок
Автор 8 збірок поезії:
- «Пацеркі» (1994);
- «Пачакай, моя птушка…» (1998);
- «Лясная панна» (2001);
- «Кветка гарынь» (2005)[1];
- «Дві землі — дві долі» (2006)[2];
- «Вересові пісні зорі» (2008)[3];
- «Ад сэрца да сэрца — дарога» (2013)[4];
- «Вогнепаклонніца» (2017);
- «Два неба» (2020).

Автор багатьох публікацій у білоруській та українській пресі. Її вірші перекладалися румунською, польською, українською, російською та англійською мовами.

## Нагороди професійних конкурсів та телефорумів
- «Проста і світла таємниця» — дипломом за кращу авторську роботу на Міжнародному фестивалі телерадіопрограм «Мій рідний край — 1999», м. Ужгород;

- «Сумна щаслива історія про кохання» — III місце на VII Всеукраїнському фестивалі телерадіопрограм «Калинові острови — 2002», м. Київ;

- «Рожеві лебеді Василя Симоненка» — перше місце в номінації «Душі невичерпна криниця» на IX Всеукраїнському фестивалі телерадіопрограм «Калинові острови — 2004», м. Миколаїв;

- «Повернення з баграяного вирію» — гран-прі Міжнародного фестивалю «Перемогли разом — 2005», м. Севастополь;

- Перше місце та приз глядацьких симпатій на X Всеукраїнському фестивалі телерадіопрограм «Калинові острови — 2006», м. Донецьк;

- «Дорога на відстані серця» — диплом за кращу операторську та режисерську роботу на Міжнародному фестивалі телерадіопрограм «Мій рідний край — 2006», м. Ужгород; «Біла ворона» — перше місце в номінації «Душі невичерпна криниця» на XII Всеукраїнському фестивалі телерадіопрограм «Мій рідний край — 2008», м. Черкаси;

- «За компасом волі» — гран-прі XIII Всеукраїнського фестивалю телерадіопрограм «Калинові острови — 2009», м. Чернігів;

- «Я не буду війну малювати» — спецприз фонду Андрія Первозванного на Міжнародному фестивалі «Перемогли разом — 2010», м. Севастополь.

## Нагороди та відзнаки
- Лауреат міжнародної літературної премії «Нащадкі Скарыны»  (Білорусь, 2005);

- Лауреат літературно-мистецької премії імені Василя Симоненка (2006);

- Лауреат обласної журналістської премії імені Григорія Яценка (2009);

- Лауреат літературно-мистецької премії імені Івана Котляревського (2010);

- Лауреат літературної премії імені Леоніда Бразова (2010);

- Лауреат обласної літературної премії імені Панаса Мирного (2014);
- Лауреат літературно-мистецької премії імені Олени Пчілки (2017).

Збірка «Вогнепаклонніца» увійшла в шорт-лист Міжнародної літературної премії імені Наталії Арсєннєвої (Білорусь) за кращу збірку поезії білоруською мовою (2018 р.)